# Szaitó Keiko
Szaitó Keiko (斉藤 圭子; Hepburn: Saito Keiko) (Japán, 1965. március 24. –) japán válogatott labdarúgó.

## Nemzeti válogatott
1984-ben debütált a japán válogatottban. A japán válogatottban 3 mérkőzést játszott.

## Statisztika
| Japán válogatott | Japán válogatott | Japán válogatott |
| Időszak          | Mérk.            | gól              |
| ---------------- | ---------------- | ---------------- |
| 1984             | 3                | 0                |
| Összesen         | 3                | 0                |